# Eugenio Gaudio (accademico)
Eugenio Gaudio (Cosenza, 15 settembre 1956) è un medico italiano, rettore dell'Università "La Sapienza" di Roma dal 2014 al 2020.

## Biografia
Nasce a Cosenza il 15 settembre 1956 da Domenico, senatore della Democrazia Cristiana nella VI legislatura, ed Emilia Perugini. È sposato con Ida Cavalcanti e ha due figli. 
Allievo negli anni universitari del Collegio Universitario dei Cavalieri del Lavoro "Lamaro - Pozzani", laureato in Medicina e Chirurgia all'Università "La Sapienza" di Roma nel 1980 e specializzato in Medicina interna cinque anni più tardi, diventa ricercatore di Anatomia umana presso lo stesso ateneo dal 1983 al 1986, poi dal 1987 professore all'Università degli Studi dell'Aquila, dove ha ricoperto dal 1997 al 2000 il ruolo di Preside della Facoltà di Medicina e Chirurgia. 
Ha curato diversi testi universitari, fra i quali Sistema nervoso centrale (edito da Piccin nel 2011), e, secondo Google Scholar, ha un H-index di 75 (58 dal 2015).
Ha ricoperto la carica di rettore dell'Università degli Studi di Roma "La Sapienza" dal 2014 al 2020, succedendo a Luigi Frati.
Il 16 novembre 2020 è stato nominato dal Consiglio dei Ministri italiano come commissario straordinario alla Sanità per la regione Calabria, carica a cui ha rinunciato il giorno seguente per motivi personali.
Dal 1º febbraio 2021 è Presidente della Fondazione Roma Sapienza.

## Opere
- Paolo Carinci, Eugenio Gaudio, Giulio Marinozzi, Anatomia umana e istologia, Milano, Masson, 1998, ISBN 88-214-2416-2.
- Giulio Marinozzi, Eugenio Gaudio, Anatomia clinica, Roma, Antonio Delfino, 2012, ISBN 978-88-7287-444-8.
- Giuseppe Anastasi, Eugenio Gaudio, Carlo Tacchetti, Anatomia umana. Atlante, Milano, Edi Ermes, 2019, ISBN 978-88-7051-458-2.